# Dziewczyna z gór
Dziewczyna z gór (tyt. oryg. Cuca e maleve) — albański film fabularny z roku 1974 w reżyserii Dhimitra Anagnostiego, na podstawie dramatu Loni Papy pod tym samym tytułem i baletu opartego na motywach dramatu.

## Opis fabuły
Film muzyczny (baletowy). Akcja filmu rozgrywa się w roku 1945, tuż po wyzwoleniu kraju. Tytułowa bohaterka zajmuje się organizowaniem kursów dla analfabetów, Fizi zaś sprzeciwia się ingerencjom duchowieństwa katolickiego w życie lokalnej społeczności. Ci jednak jednoczą się z ciemnymi siłami przeciwko pionierom postępu.
Film realizowano w Tiranie. W rolach głównych wystąpili tancerze Teatru Opery i Baletu w Tiranie.

## Obsada
- Zoica Haxho jako dziewczyna z gór
- Petrit Vorpsi jako Fizi
- Hajdar Shtuni jako Pal
- Sakine Sharofi jako Filja
- Meteli Hasa jako Gjin
- Albert Janku jako ksiądz Marku
- Kristaq Rada jako Gjeta
- Keti Trajani jako Drania
- Sami Bakalli jako Zef
- Pëllumb Agalliu jako dywersant Nika
- Hyrie Ahmeti jako matka dziewczyny
- Miltiadh Papa jako Pjetri